# Reprezentacja Chińskiej Republiki Ludowej na Mistrzostwach Świata w Narciarstwie Klasycznym 2005
Reprezentacja Chińskiej Republiki Ludowej na Mistrzostwach Świata w Narciarstwie Klasycznym 2005 w Oberstdorfie liczyła 12 sportowców, w tym cztery kobiety i ośmiu mężczyzn. 
W reprezentacji znalazło się ośmioro biegaczy i biegaczek narciarskich i czterech skoczków narciarskich. Chińczycy wystartowali w czternastu konkurencjach mistrzostw świata w narciarstwie klasycznym. Nie zdobyli żadnego medalu. Najwyższe miejsce chińskich zawodników to czternasta pozycja kobiecej sztafety oraz czternaste miejsca chińskich skoczków w obu konkursach drużynowych. Najwyższe, 26. miejsce w startach indywidualnych zajęła Wang Chunli w biegu pościgowym kobiet.

## Wyniki

### Biegi narciarskie

#### Mężczyźni
Sprint
- Li Geliang - 36. miejsce
- Tian Ye - 51. miejsce
- Li Zhiguang - 60. miejsce
- Han Dawei - 61. miejsce

15 km stylem dowolnym
- Tian Ye - 70. miejsce
- Li Geliang - 71. miejsce
- Han Dawei - 81. miejsce
- Li Zhiguang - 36. miejsce

Bieg pościgowy 2x15 km
- Tian Ye - nie ukończył
- Li Zhiguang - nie ukończył
- Han Dawei - nie ukończył
- Li Geliang - nie ukończył

Sztafeta 4x10 km
- Tian Ye, Li Geliang, Han Dawei, Li Zhiguang - 17. miejsce

50 km stylem klasycznym
- Li Geliang - 40. miejsce
- Tian Ye - 48. miejsce
- Li Zhiguang - 49. miejsce
- Han Dawei - nie ukończył

#### Kobiety
Sprint
- Jiang Chunli - 42. miejsce
- Wang Chunli - 55. miejsce
- Liu Hongyan - 62. miejsce

10 km stylem dowolnym
- Wang Chunli - 32. miejsce
- Li Hongxue - 46. miejsce
- Liu Hongyan - 61. miejsce
- Jiang Chunli - 64. miejsce

Bieg pościgowy 2x7,5 km
- Wang Chunli - 26. miejsce
- Li Hongxue - 28. miejsce
- Liu Hongyan - 52. miejsce
- Jiang Chunli - dyskwalifikacja

Sztafeta 4x5 km
- Jiang Chunli, Liu Hongyan, Li Hongxue, Wang Chunli - 14. miejsce

30 km stylem klasycznym
- Li Hongxue - 42. miejsce
- Liu Hongyan - 46. miejsce
- Wang Chunli - nie wystartowała
- Jiang Chunli - nie ukończyła

### Skoki narciarskie
Konkurs indywidualny na skoczni HS 100
- Wang Jianxun - nie awansował
- Li Yang - nie awansował
- Tian Zhandong - nie awansował
- Li Chengbo - nie awansował

Konkurs indywidualny na skoczni HS 137
- Tian Zhandong - 44. miejsce
- Wang Jianxun - nie awansował
- Li Yang - nie awansował
- Li Chengbo - nie awansował

Konkurs drużynowy na skoczni HS 100
- Li Yang, Li Chengbo, Wang Jianxun, Tian Zhandong - 14. miejsce

Konkurs drużynowy na skoczni HS 137
- Li Chengbo, Wang Jianxun, Li Yang, Tian Zhandong - 14. miejsce